# الدوري القبرصي الدرجة الرابعة 1988–1989
الدوري القبرصي الدرجة الرابعة 1988–1989 هو الموسم 4 من الدوري القبرصي الدرجة الرابعة ‏. أشرف على تنظيمه اتحاد قبرص لكرة القدم، وفاز فيه AEK Kythreas ‏، وEnosis Neon Ayia Napa ‏، وAPEP Pelendriou ‏، وApollon Lympion ‏.